# João Paulo (ur. 1981)
João Paulo Daniel (ur. 12 stycznia 1981) – brazylijski piłkarz występujący na pozycji napastnika. 

## Kariera
Urodził się w Araras w stanie São Paulo. Jego pierwszym klubem był Paulista Jundiaí. Następnie został wypożyczony do União São João Araras oraz EC Juventude. We wrześniu 2004 roku został zawodnikiem szwajcarskiego klubu Servette FC. Po roku przeniósł się do hiszpańskiego Ciudad de Murcia. W 2005 roku wrócił do szwajcarskiego BSC Young Boys, gdzie występował do 2007 roku. W styczniu 2007 został wypożyczony do francuskiego RC Strasbourg. Następnie trafił do szwajcarskiego Neuchâtel Xamax z którym podpisał 3,5 letni kontrakt. Odszedł z klubu już w styczniu 2009. W październiku 2009 został zawodnikiem portugalskiego klubu z Portimonense, który występował w drugiej lidze. Z tym klubem awansował do pierwszej ligi. W sierpniu 2010 powrócił do Brazylii podpisując kontrakt z Desportivo Brasil. We wrześniu 2010 przeniósł się do São Caetano. W 2011 występował w Audax São Paulo Esporte Clube. W czerwcu 2011 podpisał roczny kontrakt z Wisłą Płock.